# Équipe de Suisse de football à la Coupe du monde 2022
Cet article relate le parcours de l'équipe de Suisse de football lors de la Coupe du monde de football 2022 organisée au Qatar du 20 novembre au 18 décembre 2022.

## Qualifications
| Rang | Équipe          | Pts | J | G | N | P | Bp | Bc | Diff |  | Résultats (▼ dom., ► ext.) |     |     |     |     |     |
| ---- | --------------- | --- | - | - | - | - | -- | -- | ---- |  | -------------------------- | --- | --- | --- | --- | --- |
| 1    | Suisse          | 18  | 8 | 5 | 3 | 0 | 15 | 2  | +13  |  | Suisse                     |     | 0-0 | 2-0 | 4-0 | 1-0 |
| 2    | Italie          | 16  | 8 | 4 | 4 | 0 | 13 | 2  | +11  |  | Italie                     | 1-1 |     | 2-0 | 1-1 | 5-0 |
| 3    | Irlande du Nord | 9   | 8 | 2 | 3 | 3 | 6  | 7  | -1   |  | Irlande du Nord            | 0-0 | 0-0 |     | 0-0 | 1-0 |
| 4    | Bulgarie        | 8   | 8 | 2 | 2 | 4 | 6  | 14 | -8   |  | Bulgarie                   | 1-3 | 0-2 | 2-1 |     | 1-0 |
| 5    | Lituanie        | 3   | 8 | 1 | 0 | 7 | 4  | 19 | -15  |  | Lituanie                   | 0-4 | 0-2 | 1-4 | 3-1 |     |

## Préparation

### Matchs de préparation à la Coupe du monde
Liste détaillée des matches de la Suisse depuis sa qualification à la Coupe du monde :

#### Match amicaux
| 1re match                      | Angleterre                   | 2 - 1   | Suisse           |                                                                           |                                                                           |
| 26 mars 2022 18h30 (UTC±00:00) | Shaw 45+1e · Kane 78e (pen.) | (1 - 1) | 22e Breel Embolo | Stade de Wembley, Londres Spectateurs : 78 881 Arbitrage : Andreas Ekberg | Stade de Wembley, Londres Spectateurs : 78 881 Arbitrage : Andreas Ekberg |
| 26 mars 2022 18h30 (UTC±00:00) | Rapport                      |         |                  | Stade de Wembley, Londres Spectateurs : 78 881 Arbitrage : Andreas Ekberg | Stade de Wembley, Londres Spectateurs : 78 881 Arbitrage : Andreas Ekberg |

| 2e match                       | Suisse      | 1 - 1   | Kosovo                      |                                                                           |                                                                           |
| 29 mars 2022 18h00 (UTC+02:00) | Lotomba 61e | (0 - 0) | 52e Rashica                 | Stade du Letzigrund, Zurich Spectateurs : 20 800 Arbitrage : Ruddy Buquet | Stade du Letzigrund, Zurich Spectateurs : 20 800 Arbitrage : Ruddy Buquet |
| 29 mars 2022 18h00 (UTC+02:00) |             | Rapport | 30e Muriqi · 90+3e Rrahmani | Stade du Letzigrund, Zurich Spectateurs : 20 800 Arbitrage : Ruddy Buquet | Stade du Letzigrund, Zurich Spectateurs : 20 800 Arbitrage : Ruddy Buquet |

| 3e match                           | Ghana                    | 2 - 0   | Suisse     |                                                                                |                                                                                |
| 17 novembre 2022 11h45 (UTC+03:00) | Salisu 70e · Semenyo 74e | (0 - 0) |            | Stade Cheikh-Zayed, Abou Dabi Spectateurs : 650 Arbitrage : Ahmed Eisa Mohamed | Stade Cheikh-Zayed, Abou Dabi Spectateurs : 650 Arbitrage : Ahmed Eisa Mohamed |
| 17 novembre 2022 11h45 (UTC+03:00) | Sulemana 59e             | Rapport | 67e Widmer | Stade Cheikh-Zayed, Abou Dabi Spectateurs : 650 Arbitrage : Ahmed Eisa Mohamed | Stade Cheikh-Zayed, Abou Dabi Spectateurs : 650 Arbitrage : Ahmed Eisa Mohamed |

#### Ligue des nations
| 1er match                     | Espagne    | 1 - 1   | Portugal  | | |
| 2 juin 2022 20h45 (UTC+02:00) | Morata 25e | (1 - 0) | 82e Horta | Stade Benito-Villamarín, Séville Spectateurs : 41 236 Arbitrage : Michael Oliver Arbitre vidéo : Stuart Attwell | Stade Benito-Villamarín, Séville Spectateurs : 41 236 Arbitrage : Michael Oliver Arbitre vidéo : Stuart Attwell |
| 2 juin 2022 20h45 (UTC+02:00) | Rapport    |         |           | Stade Benito-Villamarín, Séville Spectateurs : 41 236 Arbitrage : Michael Oliver Arbitre vidéo : Stuart Attwell | Stade Benito-Villamarín, Séville Spectateurs : 41 236 Arbitrage : Michael Oliver Arbitre vidéo : Stuart Attwell |

| 2e match                      | Portugal                                     | 4 - 0   | Suisse | | |
| 5 juin 2022 19h45 (UTC+01:00) | Carvalho 15e · Ronaldo 35e 39e · Cancelo 68e | (3 - 0) |        | Estádio José Alvalade XXI, Lisbonne Spectateurs : 42 325 Arbitrage : Orel Grinfeld Arbitre vidéo : Bastian Dankert | Estádio José Alvalade XXI, Lisbonne Spectateurs : 42 325 Arbitrage : Orel Grinfeld Arbitre vidéo : Bastian Dankert |
| 5 juin 2022 19h45 (UTC+01:00) | Rapport                                      |         |        | Estádio José Alvalade XXI, Lisbonne Spectateurs : 42 325 Arbitrage : Orel Grinfeld Arbitre vidéo : Bastian Dankert | Estádio José Alvalade XXI, Lisbonne Spectateurs : 42 325 Arbitrage : Orel Grinfeld Arbitre vidéo : Bastian Dankert |

| 3e match                      | Suisse  | 0 - 1   | Espagne     | | |
| 9 juin 2022 20h45 (UTC+02:00) |         | (0 - 1) | 13e Sarabia | Stade de Genève, Genève Spectateurs : 25 875 Arbitrage : Serdar Gözübüyük (en) Arbitre vidéo : Danny Makkelie | Stade de Genève, Genève Spectateurs : 25 875 Arbitrage : Serdar Gözübüyük (en) Arbitre vidéo : Danny Makkelie |
| 9 juin 2022 20h45 (UTC+02:00) | Rapport |         |             | Stade de Genève, Genève Spectateurs : 25 875 Arbitrage : Serdar Gözübüyük (en) Arbitre vidéo : Danny Makkelie | Stade de Genève, Genève Spectateurs : 25 875 Arbitrage : Serdar Gözübüyük (en) Arbitre vidéo : Danny Makkelie |

| 4e match                       | Suisse        | 1 - 0   | Portugal | | |
| 12 juin 2022 20h45 (UTC+02:00) | Seferović 1re | (1 - 0) |          | Stade de Genève, Genève Spectateurs : 26 300 Arbitrage : Fran Jović (de) Arbitre vidéo : Paolo Valeri | Stade de Genève, Genève Spectateurs : 26 300 Arbitrage : Fran Jović (de) Arbitre vidéo : Paolo Valeri |
| 12 juin 2022 20h45 (UTC+02:00) | Rapport       |         |          | Stade de Genève, Genève Spectateurs : 26 300 Arbitrage : Fran Jović (de) Arbitre vidéo : Paolo Valeri | Stade de Genève, Genève Spectateurs : 26 300 Arbitrage : Fran Jović (de) Arbitre vidéo : Paolo Valeri |

| 5e match                            | Espagne  | 1 - 2   | Suisse                  | | |
| 24 septembre 2022 20h45 (UTC+02:00) | Alba 55e | (0 - 1) | 21e Akanji · 59e Embolo | Stade de La Romareda, Saragosse Spectateurs : 31 809 Arbitrage : Clément Turpin Arbitre vidéo : Jérôme Brisard | Stade de La Romareda, Saragosse Spectateurs : 31 809 Arbitrage : Clément Turpin Arbitre vidéo : Jérôme Brisard |
| 24 septembre 2022 20h45 (UTC+02:00) | Rapport  |         |                         | Stade de La Romareda, Saragosse Spectateurs : 31 809 Arbitrage : Clément Turpin Arbitre vidéo : Jérôme Brisard | Stade de La Romareda, Saragosse Spectateurs : 31 809 Arbitrage : Clément Turpin Arbitre vidéo : Jérôme Brisard |

| 6e match                            | Suisse                   | 2 - 1   | Tchéquie   | | |
| 27 septembre 2022 20h45 (UTC+02:00) | Freuler 29e · Embolo 30e | (2 - 1) | 45e Schick | Kybunpark, Saint-Gall Spectateurs : 15 353 Arbitrage : Irfan Peljto (en) Arbitre vidéo : Marco Guida | Kybunpark, Saint-Gall Spectateurs : 15 353 Arbitrage : Irfan Peljto (en) Arbitre vidéo : Marco Guida |
| 27 septembre 2022 20h45 (UTC+02:00) | Rapport                  |         |            | Kybunpark, Saint-Gall Spectateurs : 15 353 Arbitrage : Irfan Peljto (en) Arbitre vidéo : Marco Guida | Kybunpark, Saint-Gall Spectateurs : 15 353 Arbitrage : Irfan Peljto (en) Arbitre vidéo : Marco Guida |

## Effectif
L'effectif de Suisse, est dévoilé le 9 novembre 2022. Murat Yakın sélectionne quatre gardiens, en raison de l'incertitude concernant l'état de santé de Yann Sommer et Jonas Omlin,.
| Numéro / Nom       | Numéro / Nom        | Club                     | Date de naissance et âge*  | J.              | Buts            |                 |                 |                 |
| Gardiens de but    | Gardiens de but     | Gardiens de but          | Gardiens de but            | Gardiens de but | Gardiens de but | Gardiens de but | Gardiens de but | Gardiens de but |
| ------------------ | ------------------- | ------------------------ | -------------------------- | --------------- | --------------- | --------------- | --------------- | --------------- |
| 1                  | Yann Sommer         | Borussia Mönchengladbach | 17 décembre 1988 (33 ans)  | 0               | 0               | 0               | 0               | 0               |
| 12                 | Jonas Omlin         | Montpellier HSC          | 10 janvier 1994 (28 ans)   | 0               | 0               | 0               | 0               | 0               |
| 21                 | Gregor Kobel        | Borussia Dortmund        | 6 décembre 1997 (24 ans)   | 0               | 0               | 0               | 0               | 0               |
| 24                 | Philipp Köhn        | RB Salzburg              | 2 avril 1998 (24 ans)      | 0               | 0               | 0               | 0               | 0               |
| Défenseurs         |                     |                          |                            |                 |                 |                 |                 |                 |
| 2                  | Edimilson Fernandes | FSV Mayence              | 15 avril 1996 (26 ans)     | 0               | 0               | 0               | 0               | 0               |
| 3                  | Silvan Widmer       | FSV Mayence              | 5 mars 1993 (29 ans)       | 0               | 0               | 0               | 0               | 0               |
| 4                  | Nico Elvedi         | Borussia Mönchengladbach | 30 septembre 1996 (26 ans) | 0               | 0               | 0               | 0               | 0               |
| 5                  | Manuel Akanji       | Manchester City          | 19 juillet 1995 (27 ans)   | 0               | 0               | 0               | 0               | 0               |
| 13                 | Ricardo Rodríguez   | Torino FC                | 25 août 1992 (30 ans)      | 0               | 0               | 0               | 0               | 0               |
| 18                 | Eray Cömert         | Valence CF               | 4 février 1998 (24 ans)    | 0               | 0               | 0               | 0               | 0               |
| 22                 | Fabian Schär        | Newcastle United         | 20 décembre 1991 (30 ans)  | 0               | 0               | 0               | 0               | 0               |
| Milieux de terrain |                     |                          |                            |                 |                 |                 |                 |                 |
| 6                  | Denis Zakaria       | Chelsea FC               | 20 novembre 1996 (26 ans)  | 0               | 0               | 0               | 0               | 0               |
| 8                  | Remo Freuler        | Nottingham Forest        | 15 avril 1992 (30 ans)     | 0               | 0               | 0               | 0               | 0               |
| 10                 | Granit Xhaka        | Arsenal FC               | 27 septembre 1992 (30 ans) | 0               | 0               | 0               | 0               | 0               |
| 14                 | Michel Aebischer    | Bologne FC               | 6 janvier 1997 (25 ans)    | 0               | 0               | 0               | 0               | 0               |
| 15                 | Djibril Sow         | Eintracht Francfort      | 6 février 1997 (25 ans)    | 0               | 0               | 0               | 0               | 0               |
| 16                 | Christian Fassnacht | BSC Young Boys           | 11 novembre 1993 (29 ans)  | 0               | 0               | 0               | 0               | 0               |
| 20                 | Fabian Frei         | FC Bâle                  | 8 janvier 1989 (33 ans)    | 0               | 0               | 0               | 0               | 0               |
| 23                 | Xherdan Shaqiri     | Fire de Chicago          | 10 octobre 1991 (31 ans)   | 0               | 0               | 0               | 0               | 0               |
| 25                 | Fabian Rieder       | BSC Young Boys           | 16 février 2002 (20 ans)   | 0               | 0               | 0               | 0               | 0               |
| 26                 | Ardon Jashari       | FC Lucerne               | 30 juillet 2002 (20 ans)   | 0               | 0               | 0               | 0               | 0               |
| Attaquants         |                     |                          |                            |                 |                 |                 |                 |                 |
| 7                  | Breel Embolo        | AS Monaco                | 14 février 1997 (25 ans)   | 0               | 0               | 0               | 0               | 0               |
| 9                  | Haris Seferović     | Galatasaray SK           | 22 février 1992 (30 ans)   | 0               | 0               | 0               | 0               | 0               |
| 11                 | Renato Steffen      | FC Lugano                | 3 novembre 1991 (31 ans)   | 0               | 0               | 0               | 0               | 0               |
| 17                 | Ruben Vargas        | FC Augsbourg             | 5 août 1998 (24 ans)       | 0               | 0               | 0               | 0               | 0               |
| 19                 | Noah Okafor         | RB Salzbourg             | 24 mai 2000 (22 ans)       | 0               | 0               | 0               | 0               | 0               |
| Sélectionneur      |                     |                          |                            |                 |                 |                 |                 |                 |
|                    | Murat Yakın         |                          | 15 septembre 1974 (48 ans) |                 |                 |                 |                 |                 |

* NB : Les âges sont calculés au début de la Coupe du monde 2022, le 20 novembre 2022.

## Compétition

### Format et tirage au sort
Le tirage au sort de la Coupe du monde a lieu le vendredi 1er avril 2022 au Centre des expositions à Doha. C’est le classement de mars qui est pris en compte, la sélection se classe 14e du classement FIFA, et est placée dans le chapeau 2.

### Premier tour
|   | Équipe   | Pts | J | G | N | P | Bp | Bc | Diff |
| 1 | Brésil   | 6   | 3 | 2 | 0 | 1 | 3  | 1  | +2   |
| 2 | Suisse   | 6   | 3 | 2 | 0 | 1 | 4  | 3  | +1   |
| 3 | Cameroun | 4   | 3 | 1 | 1 | 1 | 4  | 4  | 0    |
| 4 | Serbie   | 1   | 3 | 0 | 1 | 2 | 5  | 8  | -3   |

| 13 | 24 novembre 2022 | Suisse   | 1 - 0 | Cameroun |
| 16 | 24 novembre 2022 | Brésil   | 2 - 0 | Serbie   |
| 29 | 28 novembre 2022 | Cameroun | 3 - 3 | Serbie   |
| 31 | 28 novembre 2022 | Brésil   | 1 - 0 | Suisse   |
| 47 | 2 décembre 2022  | Serbie   | 2 - 3 | Suisse   |
| 48 | 2 décembre 2022  | Cameroun | 1 - 0 | Brésil   |

#### Suisse - Cameroun
| Match 13                                                     | Suisse                | 1 - 0   | Cameroun | Stade Al-Janoub, Al Wakrah                                                    |                                                                               |
| 24 novembre 2022 · 13:00 (UTC+3) · Historique des rencontres | ( Shaqiri) Embolo 48e | (0 - 0) |          | Spectateurs : 39 089 Arbitrage : Facundo Tello Arbitre vidéo : Mauro Vigliano | Spectateurs : 39 089 Arbitrage : Facundo Tello Arbitre vidéo : Mauro Vigliano |
| 24 novembre 2022 · 13:00 (UTC+3) · Historique des rencontres | Rapport               |         |          | Spectateurs : 39 089 Arbitrage : Facundo Tello Arbitre vidéo : Mauro Vigliano | Spectateurs : 39 089 Arbitrage : Facundo Tello Arbitre vidéo : Mauro Vigliano |

| Suisse | Cameroun |

| SUISSE :        |    |                   |     |     |
|                 |    |                   |     |     |
| Gardien de but  | 01 | Yann Sommer       |     |     |
|                 | 13 | Ricardo Rodríguez |     | 90e |
|                 | 04 | Nico Elvedi       | 64e |     |
|                 | 05 | Manuel Akanji     | 83e |     |
|                 | 03 | Silvan Widmer     |     |     |
|                 | 08 | Remo Freuler      |     |     |
|                 | 10 | Granit Xhaka      |     |     |
|                 | 15 | Djibril Sow       |     | 72e |
|                 | 17 | Ruben Vargas      |     | 81e |
|                 | 07 | Breel Embolo      |     | 72e |
|                 | 23 | Xherdan Shaqiri   |     | 72e |
| Remplaçants :   |    |                   |     |     |
|                 | 20 | Fabian Frei       |     | 72e |
|                 | 19 | Noah Okafor       |     | 72e |
|                 | 09 | Haris Seferović   |     | 72e |
|                 | 25 | Fabian Rieder     |     | 81e |
|                 | 18 | Eray Cömert       |     | 90e |
| Sélectionneur : |    |                   |     |     |
| Murat Yakın     |    |                   |     |     |

| CAMEROUN :      |    |                          |     |     |
|                 |    |                          |     |     |
| Gardien de but  | 23 | André Onana              |     |     |
|                 | 25 | Nouhou Tolo              |     |     |
|                 | 03 | Nicolas Nkoulou          |     |     |
|                 | 21 | Jean-Charles Castelletto |     |     |
|                 | 19 | Collins Fai              | 36e |     |
|                 | 14 | Samuel Gouet             |     |     |
|                 | 08 | Frank Anguissa           |     |     |
|                 | 18 | Martin Hongla            |     | 68e |
|                 | 12 | Karl Toko-Ekambi         |     | 74e |
|                 | 13 | Eric Maxim Choupo-Moting |     | 74e |
|                 | 20 | Bryan Mbeumo             |     | 81e |
| Remplaçants :   |    |                          |     |     |
|                 | 05 | Gaël Ondoua              |     | 68e |
|                 | 10 | Vincent Aboubakar        |     | 74e |
|                 | 07 | Georges-Kévin Nkoudou    |     | 74e |
|                 | 06 | Moumi Ngamaleu           |     | 81e |
| Sélectionneur : |    |                          |     |     |
| Rigobert Song   |    |                          |     |     |

| Assistants : Ezequiel Brailovsky Gabriel Chade Quatrième arbitre : Saíd Martínez Assistants arbitre vidéo : Fernando Guerrero Pau Cebrián Devís Ricardo de Burgos Bengoetxea Homme du Match : Yann Sommer |

#### Brésil - Suisse
| Match 31                                                     | Brésil                  | 1 - 0   | Suisse | Stade 974, Doha                                                           |                                                                           |
| 28 novembre 2022 · 19:00 (UTC+3) · Historique des rencontres | ( Rodrygo) Casemiro 83e | (0 - 0) |        | Spectateurs : 43 649 Arbitrage : Iván Barton Arbitre vidéo : Drew Fischer | Spectateurs : 43 649 Arbitrage : Iván Barton Arbitre vidéo : Drew Fischer |
| 28 novembre 2022 · 19:00 (UTC+3) · Historique des rencontres | Rapport                 |         |        | Spectateurs : 43 649 Arbitrage : Iván Barton Arbitre vidéo : Drew Fischer | Spectateurs : 43 649 Arbitrage : Iván Barton Arbitre vidéo : Drew Fischer |

| Brésil | Suisse |

| BRÉSIL :        |    |                 |     |     |
|                 |    |                 |     |     |
| Gardien de but  | 01 | Alisson         |     |     |
|                 | 06 | Alex Sandro     |     | 86e |
|                 | 03 | Thiago Silva    |     |     |
|                 | 04 | Marquinhos      |     |     |
|                 | 14 | Éder Militão    |     |     |
|                 | 05 | Casemiro        |     |     |
|                 | 08 | Fred            | 52e | 58e |
|                 | 07 | Lucas Paquetá   |     | 46e |
|                 | 20 | Vinícius Júnior |     |     |
|                 | 09 | Richarlison     |     | 73e |
|                 | 11 | Raphinha        |     | 73e |
| Remplaçants :   |    |                 |     |     |
|                 | 21 | Rodrygo         |     | 46e |
|                 | 17 | Bruno Guimarães |     | 58e |
|                 | 18 | Gabriel Jesus   |     | 73e |
|                 | 19 | Antony          |     | 73e |
|                 | 16 | Alex Telles     |     | 86e |
| Sélectionneur : |    |                 |     |     |
| Tite            |    |                 |     |     |

| SUISSE :        |    |                     |     |     |
|                 |    |                     |     |     |
| Gardien de but  | 01 | Yann Sommer         |     |     |
|                 | 13 | Ricardo Rodríguez   |     |     |
|                 | 04 | Nico Elvedi         |     |     |
|                 | 05 | Manuel Akanji       |     |     |
|                 | 03 | Silvan Widmer       |     | 86e |
|                 | 08 | Remo Freuler        |     |     |
|                 | 10 | Granit Xhaka        |     |     |
|                 | 25 | Fabian Rieder       | 50e | 58e |
|                 | 15 | Djibril Sow         |     | 76e |
|                 | 17 | Ruben Vargas        |     | 58e |
|                 | 07 | Breel Embolo        |     | 76e |
| Remplaçants :   |    |                     |     |     |
|                 | 02 | Edimilson Fernandes |     | 58e |
|                 | 11 | Renato Steffen      |     | 58e |
|                 | 14 | Michel Aebischer    |     | 76e |
|                 | 09 | Haris Seferović     |     | 76e |
|                 | 20 | Fabian Frei         |     | 86e |
| Sélectionneur : |    |                     |     |     |
| Murat Yakın     |    |                     |     |     |

| Assistants : David Morán Zachari Zeegelaar Quatrième arbitre : Saíd Martínez Assistants arbitre vidéo : Armando Villarreal Kathryn Nesbitt Fernando Guerrero Homme du Match : Casemiro |

#### Serbie - Suisse
| Match 47                                                    | Serbie                                  | 2 - 3   | Suisse                                                            | Stade 974, Doha                                                                    |                                                                                    |
| 2 décembre 2022 · 22:00 (UTC+3) · Historique des rencontres | ( Tadić) A. Mitrović 26e · Vlahović 35e | (2 - 2) | 20e Shaqiri (Sow ) · 44e Embolo (Widmer ) · 48e Freuler (Vargas ) | Spectateurs : 41 378 Arbitrage : Fernando Rapallini Arbitre vidéo : Mauro Vigliano | Spectateurs : 41 378 Arbitrage : Fernando Rapallini Arbitre vidéo : Mauro Vigliano |
| 2 décembre 2022 · 22:00 (UTC+3) · Historique des rencontres | Rapport                                 |         |                                                                   | Spectateurs : 41 378 Arbitrage : Fernando Rapallini Arbitre vidéo : Mauro Vigliano | Spectateurs : 41 378 Arbitrage : Fernando Rapallini Arbitre vidéo : Mauro Vigliano |

| Serbie | Suisse |

| SERBIE :         |    |                         |        |     |
|                  |    |                         |        |     |
| Gardien de but   | 23 | Vanja Milinković-Savić  |        |     |
|                  | 02 | Strahinja Pavlović      | 56e    |     |
|                  | 05 | Miloš Veljković         |        | 55e |
|                  | 04 | Nikola Milenković       | 90+5e  |     |
|                  | 17 | Filip Kostić            |        |     |
|                  | 16 | Saša Lukić              | 90+10e |     |
|                  | 20 | Sergej Milinković-Savić | 47e    | 68e |
|                  | 14 | Andrija Živković        |        | 78e |
|                  | 10 | Dušan Tadić             |        | 78e |
|                  | 09 | Aleksandar Mitrović     | 82e    |     |
|                  | 18 | Dušan Vlahović          |        | 55e |
| Remplaçants :    |    |                         |        |     |
|                  | 08 | Nemanja Gudelj          | 81e    | 55e |
|                  | 11 | Luka Jović              |        | 55e |
|                  | 06 | Nemanja Maksimović      |        | 68e |
|                  | 21 | Filip Đuričić           |        | 78e |
|                  | 07 | Nemanja Radonjić        |        | 78e |
| Sélectionneur :  |    |                         |        |     |
| Dragan Stojković |    |                         |        |     |

| SUISSE :        |    |                     |       |       |
|                 |    |                     |       |       |
| Gardien de but  | 21 | Gregor Kobel        |       |       |
|                 | 13 | Ricardo Rodríguez   |       |       |
|                 | 22 | Fabian Schär        | 90+9e |       |
|                 | 05 | Manuel Akanji       |       |       |
|                 | 03 | Silvan Widmer       | 15e   |       |
|                 | 08 | Remo Freuler        |       |       |
|                 | 10 | Granit Xhaka        | 90+5e |       |
|                 | 15 | Djibril Sow         |       | 69e   |
|                 | 17 | Ruben Vargas        | 34e   | 83e   |
|                 | 07 | Breel Embolo        |       | 90+6e |
|                 | 23 | Xherdan Shaqiri     |       | 69e   |
| Remplaçants :   |    |                     |       |       |
|                 | 02 | Edimilson Fernandes |       | 69e   |
|                 | 06 | Denis Zakaria       |       | 69e   |
|                 | 16 | Christian Fassnacht |       | 83e   |
|                 | 19 | Noah Okafor         |       | 90+6e |
| Sélectionneur : |    |                     |       |       |
| Murat Yakın     |    |                     |       |       |

| Assistants : Juan Pablo Belatti Diego Bonfá Quatrième arbitre : Kevin Ortega Assistants arbitre vidéo : Julio Bascuñán Nicolás Tarán Leodán González Homme du Match : Granit Xhaka |

### Huitième de finale

#### Portugal - Suisse
| Match 56                      | Portugal | 6 - 1   | Suisse     | Stade de Lusail, Lusail                                                          |                                                                                  |
| 6 décembre 2022 22h00 (UTC+3) | ( Félix) Ramos 17e · ( Fernandes) Pepe 33e · ( Dalot) Ramos 51e · ( Ramos) Guerreiro 55e · ( Félix) Ramos 67e · ( Guerreiro) Leão 90+2e | (2 - 0) | 58e Akanji | Spectateurs : 83 720 Arbitrage : César Arturo Ramos Arbitre vidéo : Drew Fischer | Spectateurs : 83 720 Arbitrage : César Arturo Ramos Arbitre vidéo : Drew Fischer |
| 6 décembre 2022 22h00 (UTC+3) | Rapport |         |            | Spectateurs : 83 720 Arbitrage : César Arturo Ramos Arbitre vidéo : Drew Fischer | Spectateurs : 83 720 Arbitrage : César Arturo Ramos Arbitre vidéo : Drew Fischer |

| Portugal | Suisse |

| PORTUGAL :      |    |                   |  |     |
|                 |    |                   |  |     |
| Gardien de but  | 22 | Diogo Costa       |  |     |
|                 | 05 | Raphaël Guerreiro |  |     |
|                 | 04 | Rúben Dias        |  |     |
|                 | 03 | Pepe              |  |     |
|                 | 02 | Diogo Dalot       |  |     |
|                 | 14 | William Carvalho  |  |     |
|                 | 25 | Otávio            |  | 74e |
|                 | 10 | Bernardo Silva    |  | 81e |
|                 | 11 | João Félix        |  | 74e |
|                 | 26 | Gonçalo Ramos     |  | 74e |
|                 | 08 | Bruno Fernandes   |  | 87e |
| Remplaçants :   |    |                   |  |     |
|                 | 21 | Ricardo Horta     |  | 74e |
|                 | 16 | Vitinha           |  | 74e |
|                 | 07 | Cristiano Ronaldo |  | 74e |
|                 | 18 | Rúben Neves       |  | 81e |
|                 | 15 | Rafael Leão       |  | 87e |
| Sélectionneur : |    |                   |  |     |
| Fernando Santos |    |                   |  |     |

| SUISSE :        |    |                     |     |     |
|                 |    |                     |     |     |
| Gardien de but  | 01 | Yann Sommer         |     |     |
|                 | 13 | Ricardo Rodríguez   |     |     |
|                 | 22 | Fabian Schär        | 43e | 46e |
|                 | 05 | Manuel Akanji       |     |     |
|                 | 02 | Edimilson Fernandes |     |     |
|                 | 10 | Granit Xhaka        |     |     |
|                 | 08 | Remo Freuler        |     | 54e |
|                 | 17 | Ruben Vargas        |     | 66e |
|                 | 15 | Djibril Sow         |     | 54e |
|                 | 23 | Xherdan Shaqiri     |     |     |
|                 | 07 | Breel Embolo        |     | 89e |
| Remplaçants :   |    |                     |     |     |
|                 | 18 | Eray Cömert         | 59e | 46e |
|                 | 06 | Denis Zakaria       |     | 54e |
|                 | 09 | Haris Seferović     |     | 54e |
|                 | 19 | Noah Okafor         |     | 66e |
|                 | 26 | Ardon Jashari       |     | 89e |
| Sélectionneur : |    |                     |     |     |
| Murat Yakın     |    |                     |     |     |

| Assistants : Alberto Morín Miguel Hernández Quatrième arbitre : István Kovács Assistants arbitre vidéo : Massimiliano Irrati Ciro Carbone Pol van Boekel Homme du Match : Gonçalo Ramos |

## Statistiques

### Temps de jeu
| Joueur              | |    |    |    | TT | But inscrit | Passe décisive | MJ | MT | Légende |
| ------------------- | --- | -- | -- | -- | -- | ----------- | -------------- | -- | -- | ------- |
| Gardiens            | Abréviations et symboles : · TT : Total de minutes jouées · MJ : Nombre de matchs joués · MT : Matchs joués en tant que titulaire · : but · : passe décisive · : joueur entré · : joueur remplacé · : capitaine · : carton jaune · : carton rouge · |    |    |    |    |             |                |    |    |         |
| Gregor Kobel        | Abréviations et symboles : · TT : Total de minutes jouées · MJ : Nombre de matchs joués · MT : Matchs joués en tant que titulaire · : but · : passe décisive · : joueur entré · : joueur remplacé · : capitaine · : carton jaune · : carton rouge · | -  | -  | 90 | -  | 90          | -              | -  | 1  | 1       |
| Philipp Köhn        | Abréviations et symboles : · TT : Total de minutes jouées · MJ : Nombre de matchs joués · MT : Matchs joués en tant que titulaire · : but · : passe décisive · : joueur entré · : joueur remplacé · : capitaine · : carton jaune · : carton rouge · | -  | -  | -  | -  | -           | -              | -  | -  | -       |
| Jonas Omlin         | Abréviations et symboles : · TT : Total de minutes jouées · MJ : Nombre de matchs joués · MT : Matchs joués en tant que titulaire · : but · : passe décisive · : joueur entré · : joueur remplacé · : capitaine · : carton jaune · : carton rouge · | -  | -  | -  | -  | -           | -              | -  | -  | -       |
| Yann Sommer         | Abréviations et symboles : · TT : Total de minutes jouées · MJ : Nombre de matchs joués · MT : Matchs joués en tant que titulaire · : but · : passe décisive · : joueur entré · : joueur remplacé · : capitaine · : carton jaune · : carton rouge · | 90 | 90 | -  | 90 | 270         | -              | -  | 3  | 3       |
| Défenseurs          | Abréviations et symboles : · TT : Total de minutes jouées · MJ : Nombre de matchs joués · MT : Matchs joués en tant que titulaire · : but · : passe décisive · : joueur entré · : joueur remplacé · : capitaine · : carton jaune · : carton rouge · |    |    |    |    |             |                |    |    |         |
| Manuel Akanji       | Abréviations et symboles : · TT : Total de minutes jouées · MJ : Nombre de matchs joués · MT : Matchs joués en tant que titulaire · : but · : passe décisive · : joueur entré · : joueur remplacé · : capitaine · : carton jaune · : carton rouge · | 90 | 90 | 90 | 90 | 360         | 1              | -  | 4  | 4       |
| Eray Cömert         | Abréviations et symboles : · TT : Total de minutes jouées · MJ : Nombre de matchs joués · MT : Matchs joués en tant que titulaire · : but · : passe décisive · : joueur entré · : joueur remplacé · : capitaine · : carton jaune · : carton rouge · | 1  | -  | -  | 45 | 46          | -              | -  | 2  | -       |
| Nico Elvedi         | Abréviations et symboles : · TT : Total de minutes jouées · MJ : Nombre de matchs joués · MT : Matchs joués en tant que titulaire · : but · : passe décisive · : joueur entré · : joueur remplacé · : capitaine · : carton jaune · : carton rouge · | 90 | 90 | -  | -  | 180         | -              | -  | 2  | 2       |
| Edimilson Fernandes | Abréviations et symboles : · TT : Total de minutes jouées · MJ : Nombre de matchs joués · MT : Matchs joués en tant que titulaire · : but · : passe décisive · : joueur entré · : joueur remplacé · : capitaine · : carton jaune · : carton rouge · | -  | 31 | 21 | 90 | 142         | -              | -  | 3  | 1       |
| Ricardo Rodríguez   | Abréviations et symboles : · TT : Total de minutes jouées · MJ : Nombre de matchs joués · MT : Matchs joués en tant que titulaire · : but · : passe décisive · : joueur entré · : joueur remplacé · : capitaine · : carton jaune · : carton rouge · | 89 | 90 | 90 | 90 | 359         | -              | -  | 4  | 4       |
| Fabian Schär        | Abréviations et symboles : · TT : Total de minutes jouées · MJ : Nombre de matchs joués · MT : Matchs joués en tant que titulaire · : but · : passe décisive · : joueur entré · : joueur remplacé · : capitaine · : carton jaune · : carton rouge · | -  | -  | 90 | 45 | 135         | -              | -  | 2  | 2       |
| Silvan Widmer       | Abréviations et symboles : · TT : Total de minutes jouées · MJ : Nombre de matchs joués · MT : Matchs joués en tant que titulaire · : but · : passe décisive · : joueur entré · : joueur remplacé · : capitaine · : carton jaune · : carton rouge · | 90 | 86 | 90 | -  | 266         | -              | 1  | 3  | 3       |
| Milieux             | Abréviations et symboles : · TT : Total de minutes jouées · MJ : Nombre de matchs joués · MT : Matchs joués en tant que titulaire · : but · : passe décisive · : joueur entré · : joueur remplacé · : capitaine · : carton jaune · : carton rouge · |    |    |    |    |             |                |    |    |         |
| Michel Aebischer    | Abréviations et symboles : · TT : Total de minutes jouées · MJ : Nombre de matchs joués · MT : Matchs joués en tant que titulaire · : but · : passe décisive · : joueur entré · : joueur remplacé · : capitaine · : carton jaune · : carton rouge · | -  | 14 | -  | -  | 14          | -              | -  | 1  | -       |
| Christian Fassnacht | Abréviations et symboles : · TT : Total de minutes jouées · MJ : Nombre de matchs joués · MT : Matchs joués en tant que titulaire · : but · : passe décisive · : joueur entré · : joueur remplacé · : capitaine · : carton jaune · : carton rouge · | -  | -  | 7  | -  | 7           | -              | -  | 1  | -       |
| Fabian Frei         | Abréviations et symboles : · TT : Total de minutes jouées · MJ : Nombre de matchs joués · MT : Matchs joués en tant que titulaire · : but · : passe décisive · : joueur entré · : joueur remplacé · : capitaine · : carton jaune · : carton rouge · | 19 | 4  | -  | -  | 23          | -              | -  | 2  | -       |
| Remo Freuler        | Abréviations et symboles : · TT : Total de minutes jouées · MJ : Nombre de matchs joués · MT : Matchs joués en tant que titulaire · : but · : passe décisive · : joueur entré · : joueur remplacé · : capitaine · : carton jaune · : carton rouge · | 90 | 90 | 90 | 54 | 324         | 1              | -  | 4  | 4       |
| Ardon Jashari       | Abréviations et symboles : · TT : Total de minutes jouées · MJ : Nombre de matchs joués · MT : Matchs joués en tant que titulaire · : but · : passe décisive · : joueur entré · : joueur remplacé · : capitaine · : carton jaune · : carton rouge · | -  | -  | -  | 1  | 1           | -              | -  | 1  | -       |
| Fabian Rieder       | Abréviations et symboles : · TT : Total de minutes jouées · MJ : Nombre de matchs joués · MT : Matchs joués en tant que titulaire · : but · : passe décisive · : joueur entré · : joueur remplacé · : capitaine · : carton jaune · : carton rouge · | 9  | 59 | -  | -  | 68          | -              | -  | 2  | 1       |
| Xherdan Shaqiri     | Abréviations et symboles : · TT : Total de minutes jouées · MJ : Nombre de matchs joués · MT : Matchs joués en tant que titulaire · : but · : passe décisive · : joueur entré · : joueur remplacé · : capitaine · : carton jaune · : carton rouge · | 72 | -  | 69 | 90 | 231         | 1              | 1  | 3  | 3       |
| Djibril Sow         | Abréviations et symboles : · TT : Total de minutes jouées · MJ : Nombre de matchs joués · MT : Matchs joués en tant que titulaire · : but · : passe décisive · : joueur entré · : joueur remplacé · : capitaine · : carton jaune · : carton rouge · | 71 | 76 | 69 | 54 | 286         | -              | 1  | 4  | 4       |
| Granit Xhaka        | Abréviations et symboles : · TT : Total de minutes jouées · MJ : Nombre de matchs joués · MT : Matchs joués en tant que titulaire · : but · : passe décisive · : joueur entré · : joueur remplacé · : capitaine · : carton jaune · : carton rouge · | 90 | 90 | 90 | 90 | 360         | -              | -  | 4  | 4       |
| Denis Zakaria       | Abréviations et symboles : · TT : Total de minutes jouées · MJ : Nombre de matchs joués · MT : Matchs joués en tant que titulaire · : but · : passe décisive · : joueur entré · : joueur remplacé · : capitaine · : carton jaune · : carton rouge · | -  | -  | 21 | 36 | 57          | -              | -  | 2  | -       |
| Attaquants          | Abréviations et symboles : · TT : Total de minutes jouées · MJ : Nombre de matchs joués · MT : Matchs joués en tant que titulaire · : but · : passe décisive · : joueur entré · : joueur remplacé · : capitaine · : carton jaune · : carton rouge · |    |    |    |    |             |                |    |    |         |
| Breel Embolo        | Abréviations et symboles : · TT : Total de minutes jouées · MJ : Nombre de matchs joués · MT : Matchs joués en tant que titulaire · : but · : passe décisive · : joueur entré · : joueur remplacé · : capitaine · : carton jaune · : carton rouge · | 72 | 76 | 89 | 89 | 326         | 2              | -  | 4  | 4       |
| Noah Okafor         | Abréviations et symboles : · TT : Total de minutes jouées · MJ : Nombre de matchs joués · MT : Matchs joués en tant que titulaire · : but · : passe décisive · : joueur entré · : joueur remplacé · : capitaine · : carton jaune · : carton rouge · | 18 | -  | 1  | 24 | 43          | -              | -  | 3  | -       |
| Haris Seferović     | Abréviations et symboles : · TT : Total de minutes jouées · MJ : Nombre de matchs joués · MT : Matchs joués en tant que titulaire · : but · : passe décisive · : joueur entré · : joueur remplacé · : capitaine · : carton jaune · : carton rouge · | 18 | 14 | -  | 36 | 68          | -              | -  | 3  | -       |
| Renato Steffen      | Abréviations et symboles : · TT : Total de minutes jouées · MJ : Nombre de matchs joués · MT : Matchs joués en tant que titulaire · : but · : passe décisive · : joueur entré · : joueur remplacé · : capitaine · : carton jaune · : carton rouge · | -  | 31 | -  | -  | 31          | -              | -  | 1  | -       |
| Ruben Vargas        | Abréviations et symboles : · TT : Total de minutes jouées · MJ : Nombre de matchs joués · MT : Matchs joués en tant que titulaire · : but · : passe décisive · : joueur entré · : joueur remplacé · : capitaine · : carton jaune · : carton rouge · | 81 | 59 | 83 | 66 | 289         | -              | 1  | 4  | 4       |
| Total               | Abréviations et symboles : · TT : Total de minutes jouées · MJ : Nombre de matchs joués · MT : Matchs joués en tant que titulaire · : but · : passe décisive · : joueur entré · : joueur remplacé · : capitaine · : carton jaune · : carton rouge · |    |    |    |    |             |                |    |    |         |
| Équipe de Suisse    | Abréviations et symboles : · TT : Total de minutes jouées · MJ : Nombre de matchs joués · MT : Matchs joués en tant que titulaire · : but · : passe décisive · : joueur entré · : joueur remplacé · : capitaine · : carton jaune · : carton rouge · | 90 | 90 | 90 | 90 | 360         | 5              | 4  | 4  | -       |

| Buts | Joueurs         | Adversaires     |
| ---- | --------------- | --------------- |
| 2    | Breel Embolo    | Cameroun Serbie |
| 1    | Manuel Akanji   | Portugal        |
| 1    | Remo Freuler    | Serbie          |
| 1    | Xherdan Shaqiri | Serbie          |

| Passes | Joueurs         | Adversaires |
| ------ | --------------- | ----------- |
| 1      | Xherdan Shaqiri | Cameroun    |
| 1      | Djibril Sow     | Serbie      |
| 1      | Ruben Vargas    | Serbie      |
| 1      | Silvan Widmer   | Serbie      |